# Villalba
Villalba é uma comuna italiana da região da Sicília, província de Caltanissetta, com cerca de 1.915 habitantes. Estende-se por uma área de 41 km², tendo uma densidade populacional de 47 hab/km². Faz fronteira com Cammarata (AG), Castellana Sicula (PA), Marianopoli, Mussomeli, Petralia Sottana (PA), Polizzi Generosa (PA), Vallelunga Pratameno.

## Demografia
| Variação demográfica do município entre 1861 e 2011                               |
|                                                                                   |
| Fonte: Istituto Nazionale di Statistica (ISTAT) - Elaboração gráfica da Wikipedia |